# Olaf Didolff
Olaf Didolff ist ein deutscher Filmkomponist, Produzent und Songwriter.

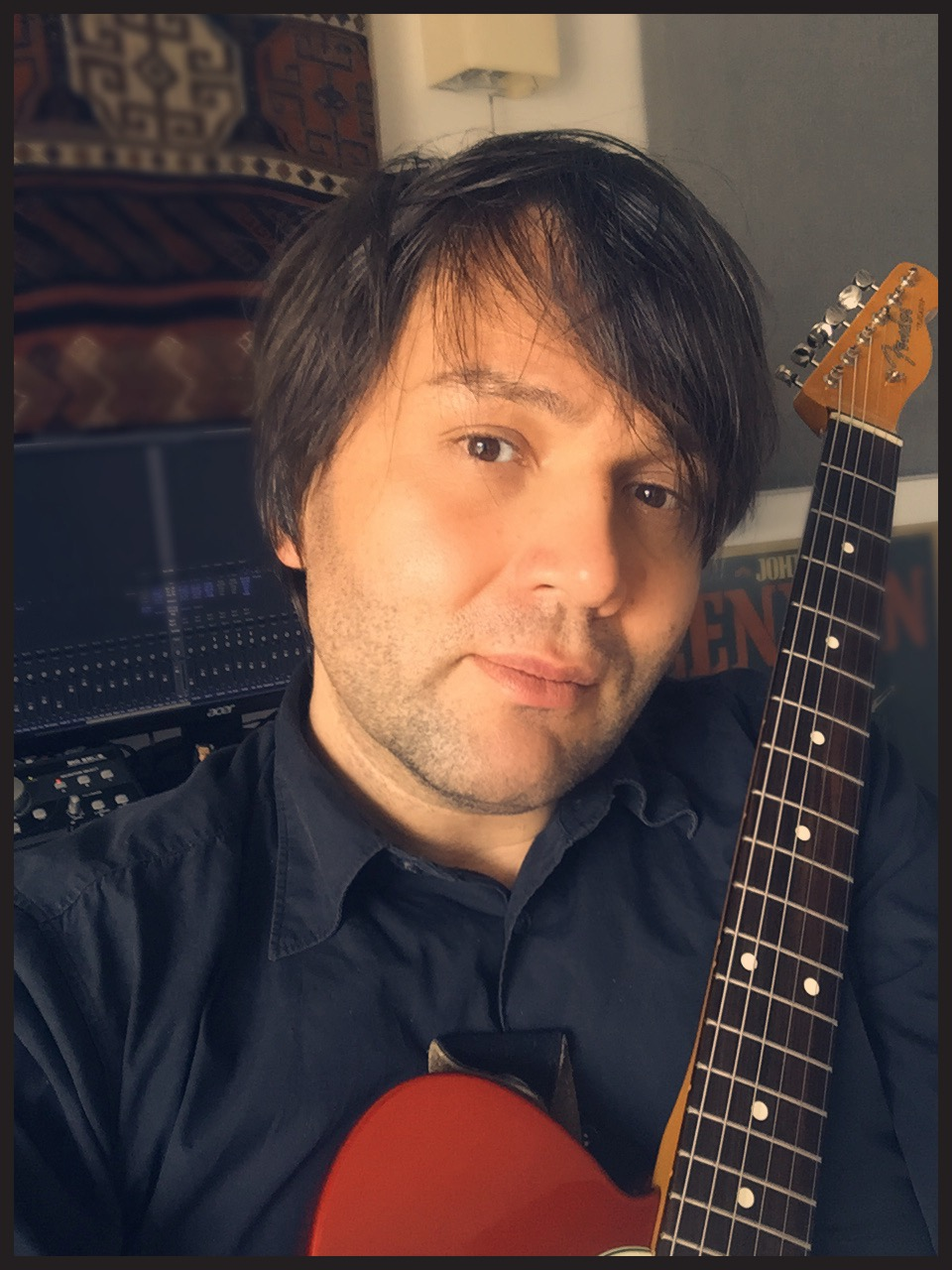

## Biografie
Didolff studierte Musikwissenschaft in Köln, wo er jetzt lebt.
Mit seiner ersten Band Chester, veröffentlichte er Mitte der 1990er Jahre mehrere Singles und ein Album BMG. Nach einer ausgedehnten Europatournee entschied sich die Band 1999 nach London überzusiedeln. Dort blieb er elf Jahre. In dieser Zeit arbeitete er als Produzent, Songwriter und veröffentlichte mit seinem Indie UK Act The Tacticians mehrere Tonträger auf dem legendären Setanta Label. Neben Zusammenarbeiten mit Edwyn Collins, Neil Hannon (The Divine Comedy) und Richard Hawley, tourte die Band in Europa, Japan und den USA. Die Kompositionen und Veröffentlichungen sind in Filmen wie Der Himmel kann warten, Vergiss Amerika, Maid of Honour (Verliebt in die Braut), sowie in der deutschen und US-amerikanischen TV-Serie wie Tatort oder Kyle XY zu hören.

## Auszeichnungen
- Gold Clio Award 2014
- Cannes Lions Shortlist 2014

## Werk

### Filmmusik
- 2017: Tatort: Wacht am Rhein – Regie: Sebastian Ko
- 2018: Tatort: Mitgehangen – Regie: Sebastian Ko
- 2018: Tatort: Schlangengrube – Regie: Samira Radsi
- 2018: Tatort: Weiter, immer weiter – Regie: Sebastian Ko
- 2019: Helen Dorn: Nach dem Sturm – Regie: Sebastian Ko
- 2019: Helen Dorn: Atemlos – Regie: Sebastian Ko
- 2020: Tatort: Niemals ohne mich – Regie: Nina Wolfrum
- 2020: Der Bergdoktor (2 Episoden) ZDF
- 2021: Tatort: Heile Welt – Regie: Sebastian Ko
- 2021: Tatort: Wie alle anderen auch – Regie: Nina Wolfrum
- 2021: Der Bergdoktor (4 Episoden) ZDF
- 2021: The Albanian Virgin: Kinofilm – Regie: Bujar Alimani
- 2021: Luanas Schwur: Kinofilm – Elsani & Neary Film
- 2022: Der Bergdoktor (3 Episoden) ZDF
- 2022: Tatort: Hubertys Rache – Regie: Marcus Weiler
- 2022: Tatort: Borowski und die große Wut
- 2023: Der Bergdoktor (3 Episoden) ZDF
- 2023: Tatort: Abbruchkante – Regie: Torsten C. Fischer
- 2023: Tatort: Donuts – Regie: Sebastian Ko
- 2024: Tatort: Des anderen Last – Regie: Nina Wolfrum
- 2024: Tatort: Cash – Regie: Sebastian Ko

### Songs für Filme
- 6 Songs Der Himmel kann warten (2000) Brigitte Müller
- 2 Songs Vergiss Amerika (2000) Vanessa Jopp
- 1 Song Kyle XY (2006) ABC
- 1 Song Maid of Honour/Verliebt in die Braut US Kino Film (2008) Paul Weiland
- 1 Song für Beltracchi. Die Kunst der Fälschung Kinodokumentation (2014) Arne Birkenstock
- 1 Song Uneasy Rider Kinodokumentation (2016) Herrmann Vaske

### Band
- Chester – Stop For Nothing (Day Glo BMG)
- The Tacticians – Some Kind Of Urban Fulfilment (Setanta)
- Various – New Voices Vol. 25 (CD, Comp) Rolling Stone (Germany)